# En härskares själ
En härskares själ är den tredje delen i Trilogin om Frihetskrigen. Boken kom ut vintern 2001 och har 302 sidor. Berättelsen utspelar sig tusen år efter det andra Frihetskrigen. Unadan har fått en ny härskare, kvinnan Moriam. Från borgen Ainamoor styr Moriam riket. Hon är inte älskad av någon och fruktad av alla. Barnen Kazar och Yana lever tillsammans med henne. Moriam säger att hon är deras mor, men Kazar är säker på att hon ljuger. Han är också säker på att ett hot är på väg.